# Kasachischer Fußballpokal 1999/2000
Der Kasachische Fußballpokal 1999/2000 war die achte Austragung des Pokalwettbewerbs im Fußball in Kasachstan nach der Unabhängigkeit von der Sowjetunion. Pokalsieger wurde FK Qairat Almaty, der sich im Finale gegen Access-Jessil Petropawl durchsetzte.

## Modus
Außer im Finale wurde der Sieger in Hin- und Rückspiel ermittelt. Bei Torgleichheit entschied zunächst die Anzahl der auswärts erzielten Tore, danach eine Verlängerung und schließlich das Elfmeterschießen.

## Achtelfinale
| Datum             |                            | Gesamt |                        | Hinspiel | Rückspiel |
| ----------------- | -------------------------- | ------ | ---------------------- | -------- | --------- |
| 11.05.1999        | Batyr Ekibastus            | 6:0    | ZSKA Qairat Almaty     | 03:0 1   | 03:0 1    |
| 11.05./01.06.1999 | Wostok-Altyn Öskemen       | 4:1    | Schetissu Taldyqorghan | 4:1      | 0:0       |
| 11.05./01.06.1999 | Ertis Pawlodar             | 5:2    | Aqmola Stepnogorsk     | 3:0      | 2:2       |
| 11.05./01.06.1999 | Qaisar-Hurricane Qysylorda | 6:3    | Schiger Schymkent      | 2:0      | 4:3       |
| 11.05./01.06.1999 | Access-Jessil Petropawl    | 1:0    | Schenis Aqmola         | 0:0      | 1:0       |
| 11.05./01.06.1999 | AES Jelimai Semipalatinsk  | 2:4    | Sintez Schymkent       | 2:1      | 0:3       |
| 11.05./01.06.1999 | FK Taras                   | 1:6    | Tobol Qostanai         | 1:3      | 00:3 2    |
| 11.05./01.06.1999 | Schachtjor-Ispat-Karmet    | 0:2    | SOPFK Qairat Almaty    | 0:0      | 0:2       |

## Viertelfinale
| Datum             |                      | Gesamt    |                            | Hinspiel | Rückspiel |
| ----------------- | -------------------- | --------- | -------------------------- | -------- | --------- |
| 01.10./07.10.1999 | Tobol Qostanai       | 1:3       | Access-Jessil Petropawl    | 0:1      | 1:2       |
| 01.11./05.11.1999 | Wostok-Altyn Öskemen | 3:2       | Batyr Ekibastus            | 3:1      | 0:1       |
| 04.05./17.05.2000 | SOPFK Qairat Almaty  | 4:2       | Qaisar-Hurricane Qysylorda | 3:0      | 1:2       |
| 04.05./17.05.2000 | Sintez Schymkent     | (a)2:2(a) | Ertis Pawlodar             | 1:2      | 1:0       |

## Halbfinale
| Datum             |                      | Gesamt |                         | Hinspiel | Rückspiel |
| ----------------- | -------------------- | ------ | ----------------------- | -------- | --------- |
| 30.05./22.06.2000 | Ertis Pawlodar       | 3:6    | Access-Jessil Petropawl | 3:0      | 0:6       |
| 31.05./22.06.2000 | Wostok-Altyn Öskemen | 2:6    | SOPFK Qairat Almaty     | 2:2      | 0:4       |

## Finale
| Paarung                 | FK Qairat Almaty – Access-Jessil Petropawl |
| Ergebnis                | 5:0 (2:0) |
| Datum                   | 6. Juli 2000 |
| Stadion                 | Kaschymukan-Munaitpassow-Stadion, Astana |
| Zuschauer               | 7.500 |
| Schiedsrichter          | Alexander Borissow |
| Tore                    | 1:0 Sergei Iwanow (11.) 2:0 Oleg Litwinenko (20.) 3:0 Rafael Chamidullow (63., Elfmeter) 4:0 Jewgeni Tarasow (69.) 5:0 Oleg Litwinenko (90.) |
| FK Qairat Almaty        | Ýewgeniý Naboýçenko – Sergei Pasko, Almas Qulschymbajew, Andrei Tetuschkin, Jerlan Eleusinow – Roman Worogowski, Juri Bordolimow, Rafael Chamidullow (79. Andrei Trawin), Sergei Iwanow (67. Konstantin Gorowenko) – Oleg Litwinenko, Jewgeni Tarasow (70. Asat Kulschaghasow) Cheftrainer: Wladimir Nikitenko |
| Access-Jessil Petropawl | Wjatscheslaw Krykanow – Nurmat Mirsabajew (46. Andrei Kutscherjawych), Dmitri Bystrow, Alexander Familtsew, Sergei Timofejew – Alexei Sacharow, Alexei Babenko, Ruslan Gumar (46. Juri Tschuchleba), Igor Awdejew – Sergei Kalabuchin, Wladimir Bayramow (Muslim Agajew) Cheftrainer: Dmitri Ogay              |
| Gelbe Karten            | Rafael Chamidullow, Oleg Litwinenko – Igor Awdejew, Alexei Sacharow, Dmitri Bystrow |
| Platzverweise           | keine – Alexei Babenko (72.) |